# Uruguay Open 2012
L'Uruguay Open 2012 è stato un torneo professionistico di tennis maschile giocato sulla terra rossa. È stata l'8ª edizione del torneo, facente parte dell'ATP Challenger Tour nell'ambito dell'ATP Challenger Tour 2012. Si è giocato a Montevideo in Uruguay dal 29 ottobre al 4 novembre 2012.

## Partecipanti ATP

### Teste di serie
| Nazionalità | Giocatore             | Ranking* | Testa di serie |
| ----------- | --------------------- | -------- | -------------- |
| Portogallo  | João Sousa            | 92       | 1              |
| Austria     | Andreas Haider-Maurer | 99       | 2              |
| Francia     | Guillaume Rufin       | 107      | 3              |
| Slovenia    | Blaž Kavčič           | 108      | 4              |
| Argentina   | Guido Pella           | 117      | 5              |
| Romania     | Adrian Ungur          | 118      | 6              |
| Argentina   | Horacio Zeballos      | 120      | 7              |
| Paesi Bassi | Thiemo de Bakker      | 130      | 8              |

- 1 Rankings are as of October 22, 2012.

### Altri partecipanti
Giocatori che hanno ricevuto una wild card:
- Ariel Behar
- Marko Djokovic
- Marcel Felder
- Máximo González

Giocatori che hanno ricevuto un entry come alternate:
- Boy Westerhof

Giocatori che hanno ricevuto un entry come special exempt:
- Diego Schwartzman

Giocatori che sono passati dalle qualificazioni:
- Tomislav Brkić
- Arthur De Greef
- Diego Junqueira
- Stéphane Robert
- Antal van der Duim (Lucky loser)

## Campioni

### Singolare
- Horacio Zeballos ha battuto in finale  Julian Reister con il punteggio di 6–3, 6–2.

### Doppio
- Nikola Mektić /  Antonio Veić hanno battuto in finale  Blaž Kavčič /  Franco Škugor con il punteggio di 6–3, 5–7, [10–7].